# Distrugere creativă

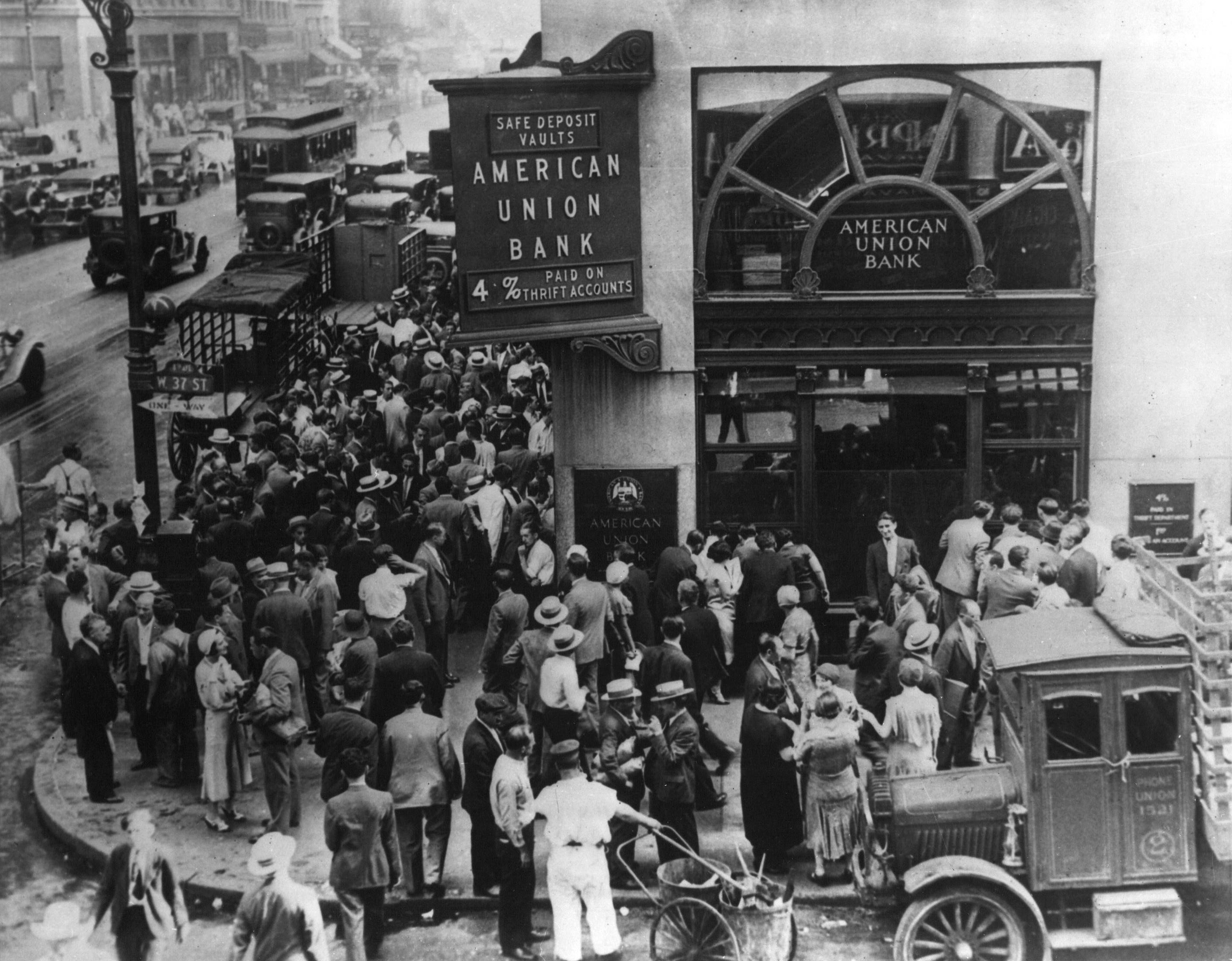
Mulțime la New York American Union Bank în timpul unei afaceri bancare din timpul Marii Crize Economice. Marx a argumentat că devalorizarea bogăției în timpul crizelor financiare periodice ale capitalismului a fost un rezultat inevitabil al proceselor de creare ale averii.

Distrugerea creativă (termenul german: schöpferische Zerstörung), uneori cunoscut sub numele de furtuna lui Schumpeter, este un concept în economie  care, începând cu anii 1950, s-a identificat cel mai ușor cu economistul austriac Joseph Schumpeter  care l-a derivat din opera lui Karl Marx  și l-a popularizat ca teoria inovației economice și a ciclului de afaceri . 
Potrivit lui Schumpeter, „furtuna distrugerii creative” descrie „procesul de mutație industrială care revoluționează constant structura economică din interior, distrugând-o neîncetat pe cea veche, creând neîncetat una nouă”.  În  teoria economică marxistă, conceptul se referă mai pe larg la procesele legate de acumularea și anihilarea averii aflate sub influența capitalismului.    
Prima utilizarea acestor termeni a fost acreditată sociologului marxist german Werner Sombart în lucrarea sa ”Krieg und Kapitalismus” (Război și capitalism, 1913).  Însă, în lucrarea anterioară a lui Marx, ideea distrugerii sau anihilării creatoare (germană: Vernichtung) implică ideea că, nu doar capitalismul distruge și reconfigurează ordinele economice anterioare, ci și că acesta trebuie să devalorizeze constant averea existentă (fie prin război, orientare sau crize economice regulate și periodice) cu scopul de a elibera terenul pentru creare a noilor bogății.  
În Capitalism, socialism și democrație (1942), Joseph Schumpeter a dezvoltat conceptul pornind de la o lectură atentă a gândirii lui Marx (căreia îi este dedicată întreaga parte a primei cărți), argumentând (în partea a II-a) că forțele creator-distructive dezlănțuite de capitalism ar duce într-un final la dispariția sa ca sistem (a se vedea mai jos). În ciuda acestui fapt, termenul a câștigat ulterior popularitate în economia de masă ca o descriere a proceselor precum reducerea dimensiunii, în vederea creșterii eficienței și dinamismului unei companii. Totuși, utilizarea marxistă a fost păstrată și dezvoltată în continuare în activitatea oamenilor științelor sociale precum David Harvey, Marshall Berman,  Manuel Castells  și Daniele Archibugi. 

## Istorie

### În gândirea lui Marx
Deși termenul modern „distrugere creativă“ nu este folosit în mod explicit de către Marx, acesta este derivat în mare parte din analizele sale, în special înscrierile științifice ale lui Werner Sombart (pe care Engels l-a descris ca fiind singurul profesor german care a înțeles ”Capitalul” lui Marx)  și Joseph Schumpeter, care a discutat îndelung despre originea ideii înscrierilor științifice ale lui Marx (vezi mai jos). 

În Manifestul comunist din 1848, Karl Marx și Friedrich Engels au descris tendințele de criză ale capitalismului în ceea ce privește „distrugerea forțată a unei mase de forțe productive”: 
 Societatea burgheză modernă, cu relațiile sale de producție, de schimb și de proprietăți, o societate care a asigurat astfel de mijloace gigantice de producție și de schimb, este ca magicianul care nu mai este capabil să controleze puterile lumii de jos, incantate prin vrăjile sale.  . . . Este suficient să menționăm crizele comerciale care, prin revenirea lor periodică, au pus în încercare existența întregii societăți burgheze, de fiecare dată într-un mod mai amenințător. Pe parcursul acestor crize, nu doar o mare parte a producției existente, ci și o parte a forțelor productive create precedent, sunt distruse periodic. În aceste crize, izbucnește o epidemie care, în toate epocile anterioare, ar fi părut o absurditate - epidemia de supraproducție. Brusc, societatea se află pusă, din nou, într-o stare de barbarie efemeră; pare ca o foamete, un război universal al devastării, întrerupând aprovizionarea cu orice mijloc de subzistență; industria și comerțul par a fi distruse; și de ce? Pentru că există prea multă civilizație, prea multe mijloace de subzistență, prea multă industrie, prea mult comerț. Forțele de producție aflate la dispoziția societății nu mai tind să continue dezvoltarea condițiilor proprietății burgheze; dimpotrivă, au devenit prea puternice pentru astfel de condiții. ... Și cum trece burghezia peste aceste crize? Pe de o parte, prin distrugerea forțată a unei mase de forțe de producție; pe de altă parte, prin acapararea noilor piețe și prin exploatarea mai meticuloasă a celor vechi. Mai precis, deschizând calea către crize mai extinse și mai distructive și diminuând mijloacele prin care sunt prevenite acestea.  
 Câțiva ani mai târziu, în Grundrisse, Marx scria despre „distrugerea violentă a capitalului nu se realizează prin relațiile externe ale cestuia, ci mai degrabă prin condiția autoconservării acestuia”. Cu alte cuvinte, el stabilește o legătură elementară între forțele generative sau creative ale producției în capitalism șidistrugerea valorii de capital ca unul dintre modalitățile cheie prin care capitalismul încearcă să-și depășească contradicțiile interne: 
 Aceste contradicții duc la explozi, cataclisme, crize, în care ... suspendarea momentană a muncii și anihilarea unei mari porțiuni de capital ... o conduc violent înapoi în punctul în care este permis [să continue] să-și folosească pe deplin puterile de productivitate fără a ajunge la extincție.  
 În ”Theories of Surplus Value” (”Volumul IV” din Das Kapital, 1863), Marx detalia această teorie pentru a distinge între scenarii în care distrugerea valorilor (mărfurilor) afectează fie valorile de utilizare, fie valorile de schimb, fie ambele tipuri de valori. Distrugerea valorii de schimb combinată cu păstrarea valorii de utilizare prezintă oportunități clare pentru noi investiții de capital și, prin urmare, pentru repetarea ciclului de devalorizare a producției: 
 distrugerea capitalului prin crize înseamnă deprecierea valorilor care împiedică reînoirea ulterioră a procesului de reproducere reprezentat drept capital al aceleași scale. Acesta este efectul devastator al scăderii prețurilor mărfurilor. Nu provoacă distrugerea valorilor de utilizare. Ceea ce pierde unul, câștigă celălalt. Valorile folosite drept capital sunt împiedicate să acționeze din nou ca un capital în mâinile aceleiași persoane. Vechii capitaliști dau faliment. ... O mare parte a capitalului nominal al societății, mai exact a valorii de schimb a capitalului existent, este distrusă o dată pentru totdeauna, deși însă această distrugere fiind prezentă, nu afectează valoarea de utilizare, având posibilitatea de a accelera foarte mult noua reproducere. Aceasta este, de asemenea, perioada în care dobânda obținută din surse financiare se dezvoltă prin costul interesului industrial. 
 Sociolog-geograful  David Harvey rezumă diferențele dintre utilizarea acestor concepte de către Marx și Schumpeter: „Atât Karl Marx cât și Joseph Schumpeter au scris pe lung despre tendințele „creativ-distructive” inerente capitalismului. În timp ce Marx admira clar creativitatea capitalismului, el ... a subliniat cu fermitate autodistructivitatea sa. Schumpeterienii s-au lăudat pe tot parcursul creativității nesfârșite a capitalismului, tratând distructivitatea, în cea mai mare parte, ca o problemă a costurilor normale ale activității". 

### Alte utilizări anterioare ale termenlui

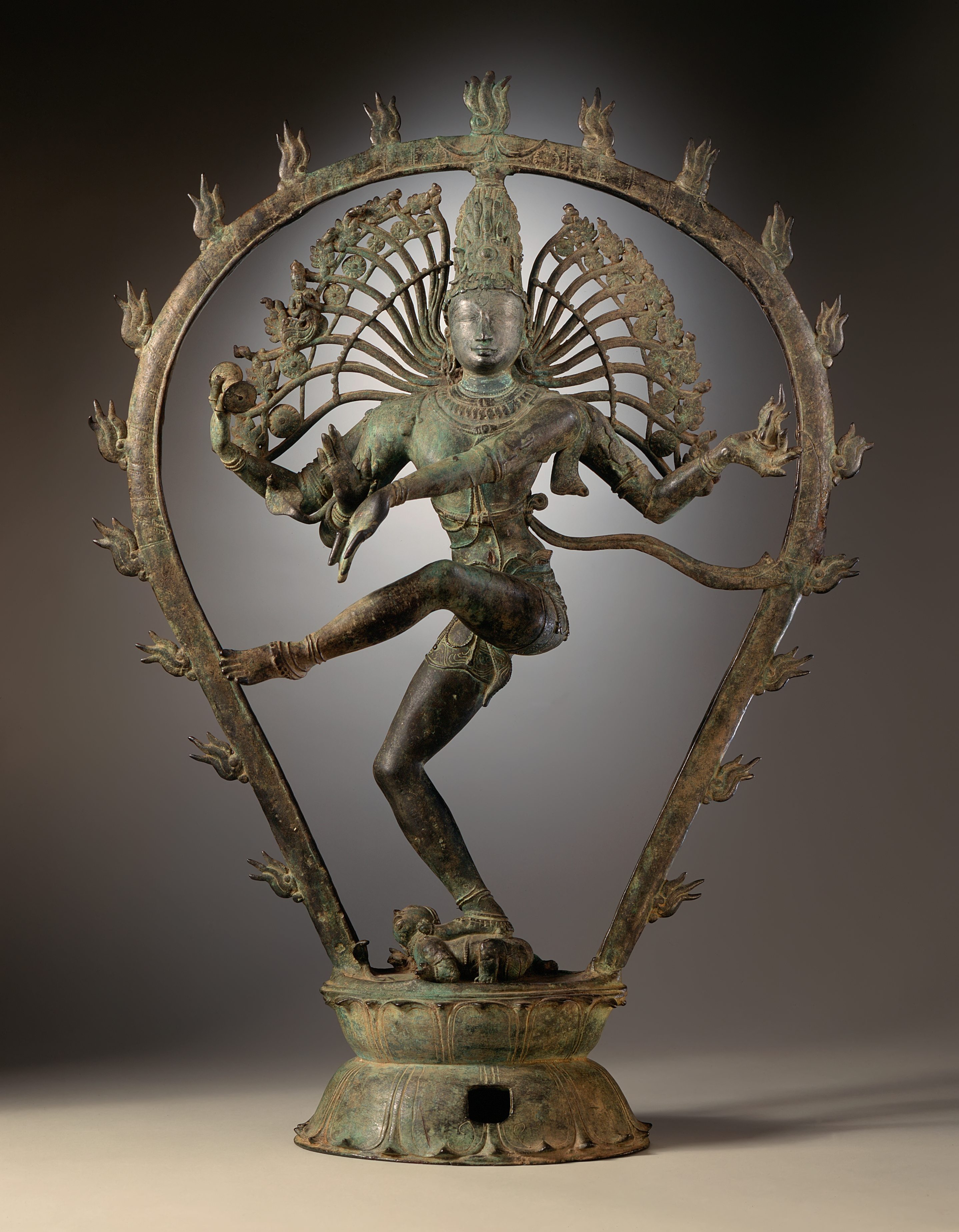
În hinduism, zeul Shiva este în același timp distrugător și creator, portretizat ca Shiva Nataraja (Lordul Dansului), care este propus ca fiind sursa de inspirație a noțiunii vestice de ”distrugere creativă”.

În „ Origin of Species”, care a fost publicat în 1859,  Charles Darwin a susținut că ”extinția formelor vechi este consecința aproape inevitabilă a producerii de noi forme”. O excepție definitorie de la această regulă este modul în care extincția dinozaurilor a facilitat radiația de adaptare a mamiferelor. În cazul acesta, crearea a fost consecința, mai degrabă decât cauza distrugerii.   

În termeni filosofici, conceptul de „distrugere creativă” este apropiat de conceptul de păstrare al lui Hegel. În discursul economic german a fost preluat din scrierile lui Marx de  Werner Sombart, în special în textul său din 1913, Krieg und Kapitalismus:  
 Din nou, însă, din distrugere apare un nou spirit de creație; lipsa lemnului și nevoile vieții de zi cu zi... au forțat descoperirea sau inventarea înlocuitorilor lemnului, au forțat utilizarea cărbunelui pentru încălzire, au forțat invenția cocsului pentru producerea fierului. 
 Hugo Reinet a susținut că formularea conceptului lui Sombart a fost influențată de misticismul estic, în special de imaginea zeului hindus Shiva, care este prezentat în aspectul paradoxal al distrugătorului și creatorului. Teoretic, această influență a fost transmisă de la Johann Gottfried Herder, care a adus gândirea hindusă la filosofia germană în cartea sa ”Philosophy of Human History” (Ideen zur Philosophie der Geschichte der Menschheit) (Herder 1790–92), în special în volumul al treilea, p. 41-64,  inspirându-se din ideile scrierilor lui Arthur Schopenhauer și ale orientalistului Friedrich Maier prin scrierile lui Friedrich Nietzsche. Nietzsche a reprezentat distrugerea creativă a modernității prin intermediul figurii mitice a lui Dionisos, o figură pe care a văzut-o în același timp „distructiv creativă” și „creativ distructivă”.  În următorul pasaj din „On the Genealogy of Morality” (1887), Nietzsche pledează pentru un principiu universal al unui ciclu de creație și distrugere, astfel încât fiecare act creator are propriile lui consecințe distructive: 
 Însă, v-ați întrebat vreodată suficient de mult cât a costat înălțarea fiecărui ideal de pe pământ? Câtă realitate a trebuit să fie înțeleasă eronat și calomniată greșit, câte minciuni au trebuit să fie sanctificate, câte conștiințe tulburate, cât de mult „Dumnezeu” a sacrificat de fiecare dată? Dacă este ridicat un templu, trebuie să fie distrus alt templu: aceasta este legea - arătați-mi un caz în care acestă regulă nu este îndeplinită! - Friedrich Nietzsche, On the Genealogy of Morality 
 Alte formulări ale acesteiidei din a secolului al XIX-lea le include pe cele ale anarhistului rus Mikhail Bakunin, care a scris în 1842, „Pasiunea pentru distrugere este, de asemenea, o pasiune creatoare!”  Este de reținut, însă, că această formulare anterioară ar putea fi denumită mai exact „distructiva creație ", și se diferențiază brusc de formulările lui Marx și Schumpeter, focusându-se pe distrugerea activă a ordinii sociale și politice existente de către factorii umani (spre deosebire de forțele sistemice sau contradicțiile întâlnite atât în cazul lui Marx, cât și al lui Schumpeter) .

## Asocierea cu Joseph Schumpeter
Expresia „distrugere creativă" a fost popularizată și asociată în mare parte cu Joseph Schumpeter, în particular în cartea sa „Capitalism, socialism și democrație”, publicată pentru prima oară în 1942. Abia în anul 1939 în cartea „Business Cycles", acesta a încercat să reinterpreteze ideile inovatoare și ciclul Kondatriev ale lui Nikolai Kondratieff pe care Schumpeter îl considera o inovație tehnologică. Trei ani mai târziu, în „Capitalism, socialism și democrație”, Schumpeter introduce termenul de „distrugere creativă" , pe care în mod explicit l-a derivat din perspectiva marxistă (analizată în prima parte a cărții) și pe care l-a folosit pentru a descrie procesul continuu  al transformării care însoțește această inovație: 
 Capitalismul ... este prin natura lui o formă sau o metodă de schimbare economică și nu doar că nu este, dar niciodată nu va putea fi inflexibil. … Impulsul fundamental care pune și menține motorul capitalist în funcțiune provine din bunurile noilor consumatori, din noile metode de producție și transport, noile piețe, noile forme ale organizării industriale pe care întreprinderile capitaliste le creează. 

 . . . Deschiderea noilor piețe, străine sau interne și dezvoltarea organizațională de la magazinul și fabrica de meșteșuguri la preocupări precum cele ale U.S. Steel ilustrează procesul de mutație industrială care revoluționează neîncetat structura economică din interior, distrugând continuu cea veche, creând una nouă. Acest proces de „Distrugere Creativă" este aspectul esențial capitalismului.  Este ceea în ce constă capitalismul și preocuparea oricărui capitalist. 

 [. . . Capitalismul necesită] valul peren al distrugerii creative.  
 În viziunea lui Schumpeter despre capitalism, inovațiile antreprenorilor au fost forța perturbatoare care au susținut creșterea economică, chiar dacă a distrus valoarea companiilor și muncitorilor consacrați care se bucurau de un anumit grad de putere de monopol derivat din paradigmele tehnologice, organizaționale, de reglementare și economice anterioare.  Cu toate acestea, Schumpeter a fost pesimist în ceea ce privește durabilitatea acestui proces, considerând-o ca fiind în cele din urmă condusă la subminarea cadrelor instituționale proprii ale capitalismului:
 Prin descompunerea cadrului pre-capitalist al societății, capitalismul a rupt astfel nu numai barierele care i-au împiedicat progresul, dar și pilonii de susținere care preveneau prăbușirea lui. Acest proces, impresionând prin necesitatea sa necontenită, nu a fost doar o chestiune de a elimina instituțiile inutile, ci și de a îndepărta partenerii din stratul capitalist, simbioza care a fost un element esențial în schema capitalistă. […] În același mod în care a distrus cadrul instituțional al societății feudale, procesul capitalist își subminează propriul cadru. 
Schumpeter a elaborat totuși conceptul, făcându-l esențial în teoria sa economică, iar ulterior a fost preluat ca doctrină majoră a așa-numitei Școli Austriece a gândirii economice de piață liberă.

### Exemple

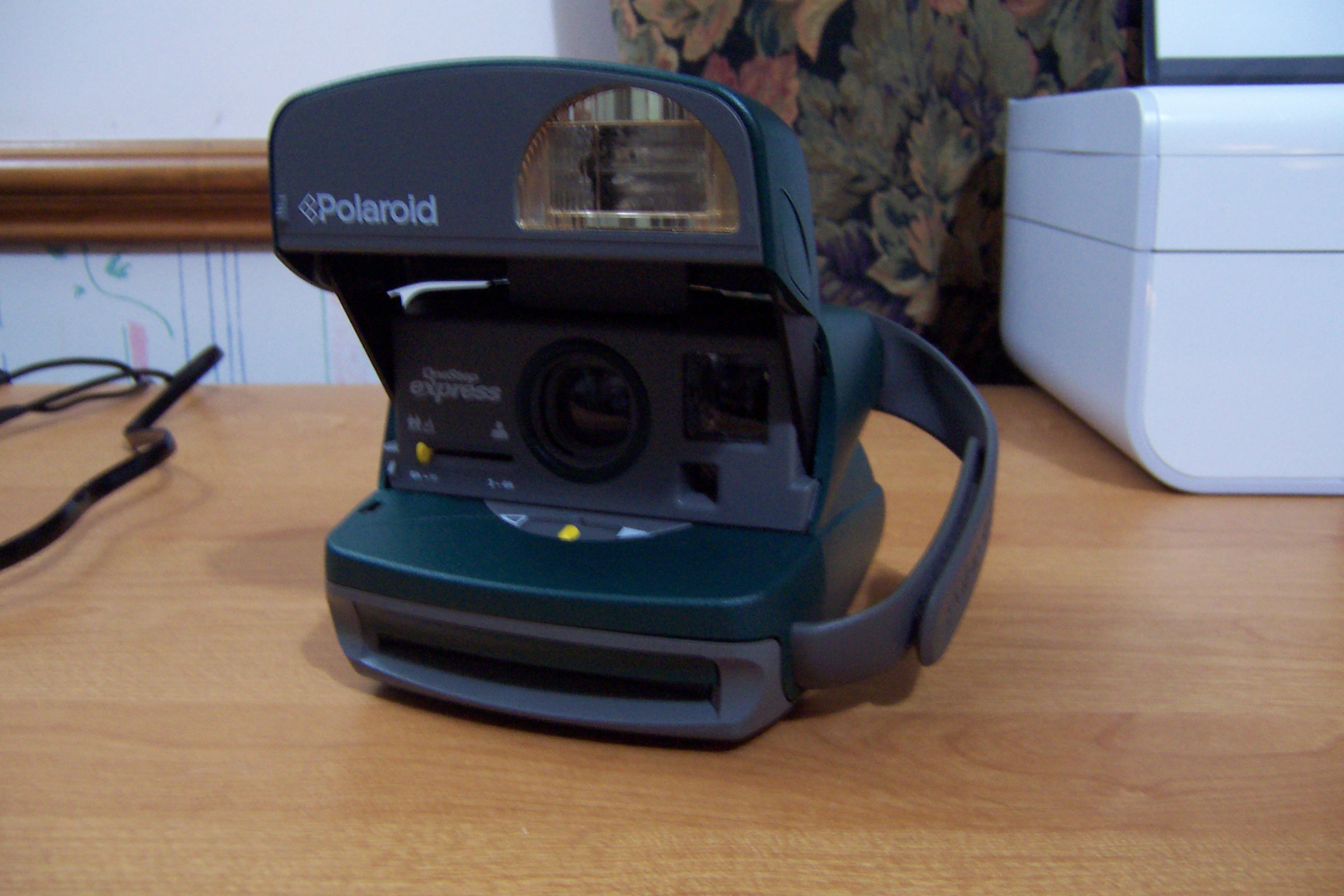
Camerele foto instant Polaroid au dispărut aproape complet odată cu răspândirea fotografiei digitale. Doar pentru a reveni din nou în 2017 cu noi camere și filme, în ciuda faptului că fetiștii consumatori au subestimat mult cererea pentru revenirea fotografiei instantanee.

Schumpeter (1949), într-unul dintre exemplele sale, a folosit „dezvoltarea căilor ferate ale Occidentului Mijlociu, care a fost inițiat de Illinois Central”. El a scris: „Illinois Central nu a însemnat doar afaceri foarte bune, în timp ce a fost construit și în timp ce noi orașe au fost construite în jurul lui și pământurile  au fost cultivate, dar a precizat pedeapsa cu moartea pentru [vechea] agricultură a  Occidentului.” 
Companiile care au revoluționat și au dominat noile industrii - de exemplu, Xerox în listare  sau Polaroid în fotografii instant - au văzut că profiturile lor au scăzut și stăpânirea lor dispărea pe măsură ce rivalii lansau proiecte îmbunătățite sau reduceau costurile de fabricație. În tehnologie, caseta cu bandă a înlocuit 8-track, urmând să fie înlocuită la rândul său de discul compact, care a fost subminat prin descărcări la playerele MP3, care este acum uzurpată de serviciile de streaming pe internet.  Companiile care au făcut bani din tehnologie, care devin învechite, nu se adaptează neapărat la mediul de afaceri creat prin noile tehnologii. 
Un astfel de exemplu este modul în care site-urile de știri susținute de anunțuri online precum The Huffington Post duc la distrugerea creativă a ziarului tradițional. Christian Science Monitor a anunțat în ianuarie 2009  că nu va mai continua să publice o ediție zilnică pe hârtie, ci va fi disponibilă online zilnic și va oferi o ediție tipărită săptămânal. Seattle Post-Intelligencer a devenit online numai în martie 2009.  La nivel național în SUA, ocuparea forței de muncă în ziare a scăzut de la 455.700 în 1990 la 225.100 în 2013. În aceeași perioadă, ocuparea forței de muncă și publicare pe internet a crescut de la 29.400 la 121.200.  Rețelele tradiționale franceze pentru absolvenți, care își taxează în mod obișnuit studenții la rețea online sau prin facturi, sunt în pericol de distrugere creativă din cauza site-urile de rețele sociale gratuite, precum Linkedin și Viadeo . 
În realitate, inovația de succes este, în mod normal, o sursă de putere temporară a pieței, erodând profiturile și poziția firmelor vechi, dar în cele din urmă cedează la presiunea noilor invenții comercializate de către concurenți. Distrugerea creativă este un concept economic puternic, deoarece poate explica multe din dinamica sau cinetica schimbărilor industriale: trecerea de la o piață competitivă la una monopolistă și invers.  A fost inspirația teoriei creșterii endogene și, de asemenea, a economiei evolutive . 
David Ames Wells (1890), care a fost o autoritate de vârf în ceea ce privește efectele tehnologiei asupra economiei la sfârșitul secolului al XIX-lea, a oferit numeroase exemple de distrugere creativă (fără a folosi termenul), adusă de îmbunătățiri ale eficienței motoarelor cu abur, transportului maritim, rețelei internaționale de telegraf și mecanizarea agricolă. 

## Evoluții ulterioare

### Ludwig Lachmann
„Aceste fapte economice au anumite consecințe sociale. Întrucât criticii economiei de piață preferă în prezent să se pronunțe pe motive „sociale" , este posibil să nu fie inadecvată elucidarea adevăratelor rezultate sociale ale procesului de piață. Am vorbit deja despre el ca și proces de nivelare. Mai corect, putem descrie acum aceste rezultate ca o instanță a ceea ce Pareto a numit „circulația elitelor".  Este puțin probabil să rămână prosperitatea pentru mulți ani în aceleași mâini. Trece din mână în mână pe măsură ce schimbarea neprevăzută conferă valoare, acum pe aceasta, apoi pe acea sursă specifică, generatoare de câștiguri și pierderi de capital. Proprietarii de avere, am putea fi de acord cu Schumpeter, sunt ca oaspeții unui hotel sau pasagerii dintr-un tren: Ei sunt acolo mereu, dar niciodată nu sunt aceeași oameni.”—Ludwig Lachmann, The Market Economy and the Distribution of Wealth

### David Harvey
Geograful și istoricul David Harvey într-o serie de lucrări începând cu anii 1970 încoace ( Social Justice and the City, 1973  The Limits to Capital, 1982;  The Urbanization of Capital, 1985;  Spaces of Hope, 2000;  Spaces of Capital, 2001;  Spaces of Neoliberalization, 2005;  The Enigma of Capital and the Crises of Capitalism, 2010  ), ideea lui Marx despre contradicțiile sistematice ale capitalismului, în mod special în relația producției mediului urban (și relația producției spațiului, în linii mari).. El a dezvoltat noțiunea conform căreia  capitalismul găsește o „ soluție spațială ”  pentru crizele sale de supraacumulare periodice prin investiții în capitalul  infrastructurii, clădirilor, etc.: „Mediul construit care constituie un domeniu vast de mijloace colective de producție și consum. absoarbe cantități uriașe de capital atât în construcția, cât și în întreținerea sa. Urbanizarea este o modalitate de a absorbi surplusul de capital ".  În timp ce crearea mediului construit poate acționa ca o formă de deplasare a crizei, ea poate constitui, de asemenea, o limită, deoarece tinde să înghețe forțele productive într-o formă spațială fixă. Întrucât capitalul nu poate suporta o limită a rentabilității, apar formele din ce în ce mai frecvente de „ compresiune a spațiului și timpului ”  (viteza crescută a cifrei de afaceri, inovația infrastructurii de transport și comunicații din ce în ce mai rapidă, „acumularea flexibilă”  ), adesea stimulând inovația tehnologiei. Totusi, o astfel de inovație este o sabie cu două tăișuri: 
„Efectul inovației continue.. este acela de a devaloriza, nu de a distruge investițiile din trecut și abilitățile de muncă. Distrugerea creativă este incorporată însuși circulației capitalului. Inovația transmite instabilitate, insecuritate, iar la final devenind principala forță ce împinge capitalismul spre
izbucnirea crizelor periodice... Lupta de menținere a rentabilității îi determină pe capitaliști să intre în cursă, explorând diverse posibilități. Sunt deschise noi linii de produse și asta înseamnă crearea de noi dorințe și nevoi. Capitaliștii sunt nevoiți să își dubleze eforturile pentru a crea noi nevoi în alte domenii. Rezultatul este transmiterea insecurității și instabilității,  deoarece masele de capital și lucrătorii se mută de la o linie de producție la alta, lăsând sectoare întregi devastate ... încercarea de a vă muta în locuri mai avantajoase (mișcarea geografică a capitalului și a muncii) revoluționează periodic diviziunea internațională și teritorială a muncii, adăugând o dimensiune geografică vitală nesiguranței. Transformarea rezultată în experiența spațiului și a locului este asociată cu revoluții în dimensiunea temporala, întrucât capitaliștii se lupta să diminueze timpul de rotație al capitalului lor la „clipirea din ochi”. 
”
 Globalizarea poate fi privită ca o ultimă formă de compresie a timpului și a spațiului, permițând investițiilor capitalului să se mute aproape instantaneu dintr-un colț al globului în altul, devalorizând mijloacele fixe și depunerea forței de muncă într-o singură conglomerație  urbană, deschid noi centre de fabricație în locuri mai profitabile pentru operațiunile de producție. Prin urmare, în acest proces continuu de distrugere creativă, capitalismul nu își rezolvă contradicțiile și crizele, ci doar „le mută geografic”. 

### Marshall Berman
În cartea sa din 1987, Tot ce este solid se topește în aer: Experiența modernității  în special în capitolul intitulat „ Autodistrugere inovatoare” (p. 98–104), Marshall Berman oferă o lectură marxistă a „distrugerii creative” pentru a explica procesele cheie la locul de muncă în cadrul modernității. Titlul cărții este preluat dintr-un cunoscut pasaj din The Communist Manifesto (Manifestul Partidului Comunist). Berman elaborează acest lucru într-un concept din filozofia germană numit zeitgeist care are consecințe sociale și culturale profunde: 
Adevărul este că, după cum vede Marx, este că tot ceea ce construiește societatea burgheză este construit pentru a fi doborât. „Tot ce este solid” — de la hainele ce le purtăm, până la războaiele de țesut și fabricile care le țes, la bărbații și femeile care fac mașinăriile să funcționeze, la casele și cartierele în care locuiesc muncitorii, la firmele și corporațiile care exploatează muncitorii, la orașe și regiuni întregi și chiar națiuni care le îmbrățișează — toate acestea sunt concepute pentru a fi distruse mâine, zdrobite, mărunțite, pulverizate sau dizolvate, astfel încât acestea pot fi reciclate sau înlocuite săptămâna viitoare, iar întregul proces poate să continue din nou și din nou, sperăm că pentru totdeauna, în forme din ce în ce mai profitabile. Patosul tuturor monumentelor burgheze este că forța și soliditatea lor materială nu contează de fapt și nu sunt deloc importante, că sunt eliminate ca niște stufi fragili chiar de forțele dezvoltării capitaliste pe care le sărbătoresc. Chiar și cele mai frumoase și impresionante clădiri burgheze și lucrări publice sunt de unică folosință, valorificate pentru deprecierea rapidă și planificate să fie învechite, mai aproape în funcțiile lor sociale de corturi și tabere decât de „Piramide egiptene, apeducte romane, catedrale gotice”.
Aici Berman subliniază percepția lui Marx despre fragilitatea și dispariția imenselor forțe creatoare ale capitalismului și face această aparentă contradicție o figură cheie explicativă a modernității.

### Manuel Castells
Sociologul Manuel Castells, în trilogia sa despre Epoca informației: economie, societate și cultură (al cărui prim volum, Creșterea societății de rețea, a apărut în 1996),  a reinterpretat procesele prin care capitalismul investește în anumite regiuni ale globului, în timp ce se privează de altele, folosind noua paradigmă a „rețelelor informaționale”. În era globalizării, capitalismul se caracterizează printr-un flux aproape instantaneu, creând o nouă dimensiune spațială, „ spațiul fluxurilor ”.  În timp ce inovația tehnologică a permis această fluiditate fără precedent, tocmai acest proces face ca zonele întregi redundante și populațiile care sunt ocolite de rețelele informaționale. Într-adevăr, noua formă spațială a mega-orașului sau megalopolei este definită de Castells ca având calitatea contradictorie de a fi „conectat global și deconectat local, fizic și social”.  Castells leagă în mod explicit aceste argumente cu noțiunea de distrugere creativă: 

„Spiritul informaționalismului” este cultura „distrugerii creative” accelerată până la viteza circuitelor optoelectronice care prelucrează semnalele sale. Schumpeter îl întâlnește pe Weber în spațiul cibernetic al întreprinderii de rețea. [47]

### Daniele Archibugi
Dezvoltând moștenirea Schumpeteriană, școala Unității de Cercetare a Politicii Științifice a Universității din Sussex a detaliat în continuare importanța distrugerii creative explorând, în special, modul în care noile tehnologii sunt adesea idiosincratice cu regimurile productive existente și vor duce la falimentarea companiilor și chiar industriilor care nu reușesc să susțină rata schimbării. Chris Freeman și Carlota Perez au realizat aceste înțelegeri.  Mai recent, Daniele Archibugi și Andrea Filippetti au asociat criza economică din 2008 cu încetinirea oportunităților oferite de către tehnologiile informaționale și de comunicare (TIC).  Utilizând ca metaforă filmul Blade Runner, Archibugi a susținut că dintre inovațiile descrise în film în 1982, toate cele asociate TIC-ului au devenit parte din viața noastră de zi cu zi. Dar, dimpotrivă, nici unul dintre cei din domeniul Biotehnologiei nu au fost complet comercializați. O nouă redresare economică se va produce atunci când unele oportunități tehnologice cheie vor fi identificate și susținute. 
„Oportunitățile tehnologice nu intră în viața economică și socială fără eforturi și alegeri deliberate. Ar trebui sa putem crea noi forme de organizare asociate cu tehnologia emergentă. Tehnologiile Informației și Comunicării au schimbat deja stilul nostru de a trăi chiar mai mult decât viața noastră economică:au generat locuri de muncă și profituri, dar mai ales au transformat modul în care ne folosim timpul și interacționăm cu lumea. Biotehnologia ar putea duce la transformări sociale și mai radicale în centrul vieții noastre. De ce nu au fost acestea livrate încă? Ce se poate face pentru a dezlănțui potențialul lor? Există câteva întrebări de bază care trebuie abordate. ”

### Alte persoane
În 1992, ideea distrugerii creative a fost pusă în termeni matematici formali de către Philippe Aghion și Peter Howitt,  oferind un model alternativ de creștere endogenă comparativ cu modelul lui Paul Romer de varietăți în expansiune. 
În 1995, autorii Școlii de Business Harvard Richard L. Nolan și David C. Croson au lansat Distrugerea creativă: un proces în șase etape pentru transformarea organizației. Cartea a susținut reducerea dimensiunii unei organizații pentru a elibera nivelul de disponibilitate al unei resurse, care ar putea fi apoi reinvestite pentru a crea un avantaj competitiv.     
Mai recent, ideea „distrugerii creative” a fost utilizată de Max Page în cartea sa din 1999, Distrugerea creativă din Manhattan, 1900-1940 (The Creative Distruction of Manhattan, 1900–1940). Cartea urmărește reinventarea constantă a Manhattan-ului, adesea în detrimentul păstrării unui trecut concret. Descriind acest proces drept „distrugere creativă”, Page descrie circumstanțele istorice complexe, economia, condițiile sociale și personalitățile care au produs schimbări cruciale în peisajul urban al Manhattanului. 
Pe lângă Max Page, alții au folosit termenul „distrugere creatoare” pentru a descrie procesul de reînnoire și modernizare urbană. TC Chang și Shirlena Huang au făcut referire la „distrugerea creativă” în scrierea lor Locul de recreere, înlocuind memoria: Distrugerea creativă la râul Singapore. Autorii au explorat eforturile de reamenajare a unei zone de pe malul apei care reflectă o nouă cultură vibrantă, în același timp aducând un omagiu suficient istoriei regiunii.  Rosemary Wakeman a cronicizat evoluția unei zone din centrul Parisului, Franța cunoscută sub numele de Les Halles . Les Halles a găzduit o piață plină de viață începând din secolul al XII-lea. În cele din urmă, în 1971, piețele au fost relocate și pavilioanele destrămate. În locul lor, acum găsim puncte centrale pentru trenuri, metrouri și autobuze. Les Halles este, de asemenea, locul celui mai mare centru comercial din Franța și controversatul Centre Georges Pompidou. 
Termenul de „distrugere creativă” a fost aplicat artelor. Alan Ackerman și Martin Puncher (2006) au editat o colecție de eseuri sub titlul Împotriva teatrului: distrugerea creativă pe scena modernistă. Aceștia detaliază schimbările și motivațiile cauzale întâlnite în teatru ca urmare a modernizării atât a producției de spectacole, cât și a economiei de bază. Ei vorbesc despre felul în care teatrul s-a reinventat în fața anti-teatralității, încordând granițele tradiționale pentru a include mai multe producții fizice, care ar putea fi considerate tehnici de punere în scenă de avangardă. 
În cartea sa din 1999, Still the New World, American Literature in a Culture of Creative Destruction, Philip Fisher analizează temele distrugerii creative de scenă din operele literare ale secolului XX, incluzând lucrările unor autori precum Ralph Waldo Emerson, Walt Whitman, Herman Melville, Mark Twain și Henry James, printre altele. Fisher susține că distrugerea creativă există în formele literare la fel cum se întâmplă în schimbarea tehnologiei. 
Autorul neoconservator, Michael Ledeen, a susținut în cartea sa din 2002 „ Războiul împotriva maeștrilor terorii” că America este o națiune revoluționară, anulând societățile tradiționale: „Distrugerea creativă este numele nostru de mijloc, atât în cadrul propriei noastre societăți, cât și în străinătate. Dărâmăm vechile decrete în fiecare zi, de la afaceri la știință, literatură, artă, arhitectură și cinema, până la politică și lege. " Caracterizarea sa a distrugerii creative ca model de dezvoltare socială s-a confruntat cu o opoziție aprigă din partea paleoconservativelor . 
De asemenea, distrugerea creativă a fost legată de dezvoltarea sustenabilă. Conexiunea a fost menționată în mod explicit pentru prima dată de Stuart L. Hart și Mark B. Milstein în articolul lor din 1999 Sustenabilitatea globală și distrugerea creativă a industriilor,  în care susține că noi oportunități de profit se află într-o rundă de distrugeri creative conduse prin sustenabilitate globală. (Un argument pe care ulterior l-ar întări în articolul lor din 2003 Crearea unei valori durabile  și, în 2005, cu Inovația, distrugerea creativă și sustenabilitatea .  ) Andrea L. Larson a fost de acord cu această viziune un an mai târziu în Inovarea Durabilă printr-un obiectiv de antreprenoriat,  afirmând că antreprenorii ar trebui să fie deschiși către oportunitățile de îmbunătățire perturbatoare bazate pe sustenabilitate. În 2005, James Hartshorn (ș.a.) A accentuat oportunitățile pentru o îmbunătățire durabilă și perturbatoare a industriei construcțiilor în articolul său „Distrugere creativă: clădire spre sustenabilitate” . 
Unii economiști dezbat ideea de componentă distructivă a distrugerii creative care a devenit mai puternică decât a fost în trecut. Aceștia susțin că această componentă creativă nu adaugă la fel de mult la creștere precum în generațiile anterioare și că inovația se concentrează mai mult pe căutătoare de chirie și mai puțin pe crearea de valori. 

## Nume alternativ
Următorul text pare a fi sursa sintagmei „Schumpeter's Gale” pentru a face referire la distrugerea creativă: 
„Deschiderea de noi piețe și dezvoltarea organizațională de la magazinul și fabrica de obiecte artizanale la preocupări precum US Steel ilustrează procesul de mutație industrială care revoluționează neîncetat structura economică din interior, distrugând continuu cea veche, creând neîncetat una nouă .. . [Procesul] trebuie văzut în rolul său în balonul peren de distrugere creatoare; nu poate fi înțeles pe ipoteza că există o acalmie perenă.”—Joseph Schumpeter, 'Capitalism, Socialism și Democrație, 1942

## În cultura populară
Filmul Other People's Money (1991) oferă opinii contrastante despre distrugerea creativă, prezentate în două discursuri cu privire la preluarea cablului tranzacționat public și unei companii de cablu într-un mic oraș din New England. Un discurs este susținut de un investitor interesat de cumpărarea companiei iar celălalt este susținut de directorul general al companiei, care este în principal interesat să-și protejeze angajații și orașul. 